# 日語學校
日語學校（日语：／ Nihongo gakkō */?）是日本為了教授外國籍學生日語而設置的各種語言學校之統稱。不同於一般正規教育系統的學校，日語學校通常不會授予學位，因此學生就讀這些學校，主要的目的都是作為進入日本專門學校、大學或大學院（研究所）的先修教育課程，或其他如求職等用途。在各種統籌管理日語學校的單位中，日語教育振興協會是最重要的一個。
外籍人士若欲在日語學校就讀，需申請可以長期居留日本的學生簽證。一般來說學生簽證的有效期為六個月至一年，但可持在學證明額外申請效期延長，上限兩年。
在日語學校就學中的外籍人口已超過23,000人，再加上在其他教育系統中就學的人數，總留學生人口超過11萬人。
日语学校有日本学校法人设置的日语学校（俗称”法人校“）、作为盈利组织的日语学校、专门学校附设的日语学科、大学附设的别科等形态。